# Mitohondrijska DNK
Mitohondrijska DNK (mtDNA) je DNK, ki se nahaja v mitohondrijih, organelih, ki so v splošnem odgovorni za pretvorbo energije iz hranilnih snovi v obliko, uporabno za celice (tj. adenozin trifosfat ali ATP). Večina ostale DNK je pri evkariontih prisotna v celičnem jedru.
Za jedrno in mitohondrijsko DNK je glede na endosimbiotsko teorijo domnevano, da imata ločen evolucijski izvor, pri čemer mtDNA izhaja iz krožnega genoma bakterij, ki so jih predhodniki evkariontskih celic prevzeli z endocitozo.
Mitohondrijska DNK nosi zapis (kodira) v glavnem beljakovine dihalne verige, določene prenašalne RNK (tRNA) ter veliko in majhno podenoto ribosomalne RNK (rRNA). V enem mitohondriju je prisotnih več kopij mtDNA, in sicer od 2 do 10 kopij. Zaradi bližine dihalne verige je mtDNA izpostavljena delovanju reaktivnih kisikovih spojin (ROS): v mitohondriju je sicer prisoten DNK popravljalni mehanizem, vendar je veliko manj učinkovit v primerjavi s tistim v celičnem jedru, kar pomeni, da so mutacije pogoste. Le-te lahko privedejo do različnih obolenj pri človeku, kot je kombinacija sladkorne bolezni in okvare sluha.
Mitohondrijska DNK se navadno deduje samo po materini strani ne glede na spol potomca, saj so mitohondriji semenčic (spermijev) očeta po oploditvi uničeni preko ubikvitin-označevalnega sistema, čeprav je možno dedovanje mitohondrijske DNK po očetovi strani, kar je bilo dokazano pri školjkah, vinskih mušicah, medonosnih čebelah in škržatih rodu Magicicada. Zaradi načina dedovanja ter visoke stopnje mutacij je mtDNA nepogrešljiva pri ugotavljanju sorodstvenih vezi po materini liniji za več generacij nazaj in identifikaciji neznanih starejših trupel, po drugi strani pa lahko potomci podedujejo določene bolezni od matere.

## Mitohondrijski genom
Pri človeku in verjetno tudi pri živalih nasplošno se v vsaki celici nahaja 100-10.000 kopij mitohondrijske DNK. Pri tem sta izjemi jajčece in semenčica, saj se v prvi nahaja od 100.000-1.000.000 kopij, v drugi pa veliko manj, tj. od 100-1000 kopij. Pri sesalcih je dvojnovijačna mtDNA sestavljena oz 15.000-17.0000 baznih parov (pri človeku iz 16.569), ki skupno nosijo zapis za 37 genov. Verigi DNK se razlikujeta glede na prisotne nukleotide: ena od verig, imenovana težka veriga, je bogata z deoksigvanozin monofosfati (dGMP) in nosi zapis za 28 genov, druga veriga, imenova lahka veriga, pa je bogata z deoksicitidin monofosfati (dCMP) in nosi zapis za 9 genov. Od skupno 37-ih genov jih 13 nosi zapis za beljakovine dihalne verige (ATP sintaza, NADH dehidrogenaza idr.), 22 za prenašalne RNK, 2 gena pa kodirata veliko (16S) in majhno (12S) podenoto ribosomov. Še večji raznolikosti v velikosti mitohondrijskega genoma in kodiranju genov sta prisotni pri rastlinah in glivah. Tako lahko imajo pri nekaterih rastlinah posamezne molekule mtDNK tudi do 2.500.000 baznih parov; navkljub temu vsebujejo slednje enako število istih genov kot sorodne rastline z mnogo manjšimi molekulami mtDNK. Omenjeni geni torej tvorijo osrednjo celoto pri vseh evkariontih.

## Mitohondrijska DNK in bolezni
Mitohondrijske bolezni lahko pozvročajo bodisi pridobljene ali podedovane mutacije mitohondrijske DNK bodisi mutacije jedrnih genov, ki nosijo zapis za različne komponente mitohondrijev. Lahko so tudi posledica delovanja zdravil in drog, okužb ali drugih okoljskih dejavnikov.
Dedovanje mitohondrijskih bolezni odstopa od Mendlovega vzorca dedovanja, saj na potomce prehaja samo materina mtDNA. Poleg tega je pomemben dejavnik tudi heteroplazmija, tj. prisotnost različnih kopij mtDNA v različnih mitohondrijih: pri delitvi mitohondrijev se namreč kopije mtDNA naključno razporedijo v novo nastale mitohondrije. V nadaljnjih delitvah se lahko kopije porazgubijo, lahko pa se nakopičijo do te mere, da se izrazijo simptomi in znaki določenega obolenja; klinično je torej pomembna kritična raven okvarjenih mitohondrijev. V skladu s heteroplazmijo so lahko pri različnih ljudeh prizadeti različni organi (npr. pri eni osebi jetra, pri drugi možgani), kljub temu pa so najbolj prizadete mišice in živčevje zaradi odvisnosti od nemotene oskrbe z energijo. Tako je najbolj pogosta mitohondrijska bolezen mitohondrijska miopatija. Druga znana tovrstna bolezen je Leberjeva hereditarna optična nevropatija (LHON).